# Arkys tuberculatus
Arkys tuberculatus är en spindelart som först beskrevs av Balogh 1978.  Arkys tuberculatus ingår i släktet Arkys och familjen hjulspindlar.
Artens utbredningsområde är Queensland. Inga underarter finns listade i Catalogue of Life.